# Drużynowe Mistrzostwa Europy w Wielobojach 2017
1. Drużynowe Mistrzostwa Europy w Wielobojach – zawody lekkoatletyczne organizowane pod auspicjami European Athletics, które odbyły się w dniach 1–2 lipca 2017 roku na dwóch europejskich stadionach. Zawody zastąpiły w kalendarzu puchar Europy w wielobojach.
W imprezie drużyny męskie rywalizowały w dziesięcioboju, a żeńskie w siedmioboju. Gospodarzem superligi drużynowych mistrzostw Europy był Tallinn, a pierwszej i drugiej ligi miasto Monzón w Hiszpanii.

## Rezultaty

### Superliga

#### Indywidualnie
| Konkurencja:           | 1. miejsce    | Rezultat     | 2. miejsce          | Rezultat  | 3. miejsce         | Rezultat  |
| Dziesięciobój mężczyzn | Janek Õiglane | 8170 pkt. PB | Ołeksij Kasjanow    | 7958 pkt. | Karl Robert Saluri | 7837 pkt. |
| Siedmiobój kobiet      | Alina Szuch   | 6208 pkt. PB | Géraldine Ruckstuhl | 6134 pkt. | Grit Šadeiko       | 5958 pkt. |

### I liga

#### Indywidualnie
| Konkurencja:           | 1. miejsce      | Rezultat     | 2. miejsce       | Rezultat  | 3. miejsce        | Rezultat  |
| Dziesięciobój mężczyzn | Jorge Ureña     | 8121 pkt. PB | Marcus Nilsson   | 7987 pkt. | Bas Markies       | 7624 pkt. |
| Siedmiobój kobiet      | Nadine Broersen | 6326 pkt. SB | Eliška Klučinová | 6003 pkt. | Lecabela Quaresma | 5861 pkt. |

### II liga

#### Indywidualnie
| Konkurencja:           | 1. miejsce     | Rezultat     | 2. miejsce      | Rezultat  | 3. miejsce    | Rezultat     |
| Dziesięciobój mężczyzn | Martin Roe     | 8144 pkt. PB | Lars Vikan Rise | 7448 pkt. | Edgars Eriņš  | 7234 pkt.    |
| Siedmiobój kobiet      | Lucia Vadlejch | 5816 pkt.    | Austra Skujytė  | 5784 pkt. | Kate O’Connor | 5632 pkt. PB |